# سد الویتو
سد اولویتو (به پرتغالی: Barragem do Alvito) یک سد خاکی در پرتغال است که در near Alvito Municipality, Beja District, Portugal واقع شده‌است.